# Schefflera pseudospicata
Schefflera pseudospicata är en araliaväxtart som beskrevs av Bui. Schefflera pseudospicata ingår i släktet Schefflera och familjen araliaväxter.
Artens utbredningsområde är Vietnam. Inga underarter finns listade.